# ジョー・ウィリアムズ (1996年生のサッカー選手)
ジョー・ウィリアムズ（Joe WILLIAMS, 1996年12月8日 - ）は、イングランド・リヴァプール出身のサッカー選手。ポジションはMF。ブリストル・シティFC所属。

## 経歴
リヴァプールのマージーサイドで生まれ、7歳の時にエヴァートンFCのアカデミーに入団した。
2017年7月、バーンズリーFCに期限付き移籍。
2018年8月23日、ボルトン・ワンダラーズFCに期限付き移籍。
2019年7月、ウィガン・アスレティックFCに移籍。
2020年8月20日、ブリストル・シティFCへ移籍。4年契約を結んだ。2024年5月29日、契約を3年延長した。

## 代表歴
2016年3月27日、国際親善試合カナダ U-20代表戦にて先発出場し代表デビュー。